# Caumery
Caumery, né Maurice Languereau le 8 janvier 1867 à Paris où il est mort le 10 août 1941, est un libraire, éditeur, écrivain et scénariste français. Il est aujourd'hui surtout connu pour avoir écrit de 1913 à 1941 les scénarios de la bande dessinée Bécassine illustrée par Pinchon.

## Biographie
Neveu de l'éditeur Henri Gautier (1855-1938), Maurice Languereau travaille à partir de 1885 comme éditeur et libraire à la librairie parisienne Blériot, que son oncle vient de racheter. En 1905, les éditions Henri Gautier lancent La Semaine de Suzette, hebdomadaire illustré pour les jeunes filles dirigé par Jacqueline Rivière, qui y écrit pour Joseph Pinchon Bécassine, une série humoristique mettant en scène une bretonne naïve au succès immédiat. Lorsque Rivière décide d'abandonner l'écriture de ces scénarios en 1913, la tâche échoit à Languereau, qui utilise pour l'occasion le pseudonyme « Caumery », une anagramme de son prénom.
L'année suivante, Languereau prend la tête des éditions Gautier. En 1917, il s'associe à son oncle et la librairie/maison d'édition prend le nom Gautier-Languereau, tandis que Maurice présidait le Cercle de la Librairie.
Jusqu'en 1939 tous les épisodes de Bécassine publiés dans la Semaine de Suzette furent édités en 25 albums. Caumery continua à faire vivre ce personnage jusqu'à sa mort en 1941.